# 마리카스티유 망시옹샤르
마리카스티유 망시옹샤르(프랑스어: Marie-Castille Mention-Schaar, 1963년 1월 26일 ~ )는 프랑스의 영화 감독이다.

## 연출 작품
- 마이 퍼스트 타임 (Ma première fois, 2012)
- 상속자들 (Les Héritiers, 2014)
- 하늘이 기다려 (Le Ciel attendra, 2016)
- 어머니의 날 (La Fête des mères, 2018)
- 어 굿 맨 (A Good Man, 2020)
- 디베르티멘토 (2022)